# Con Conrad

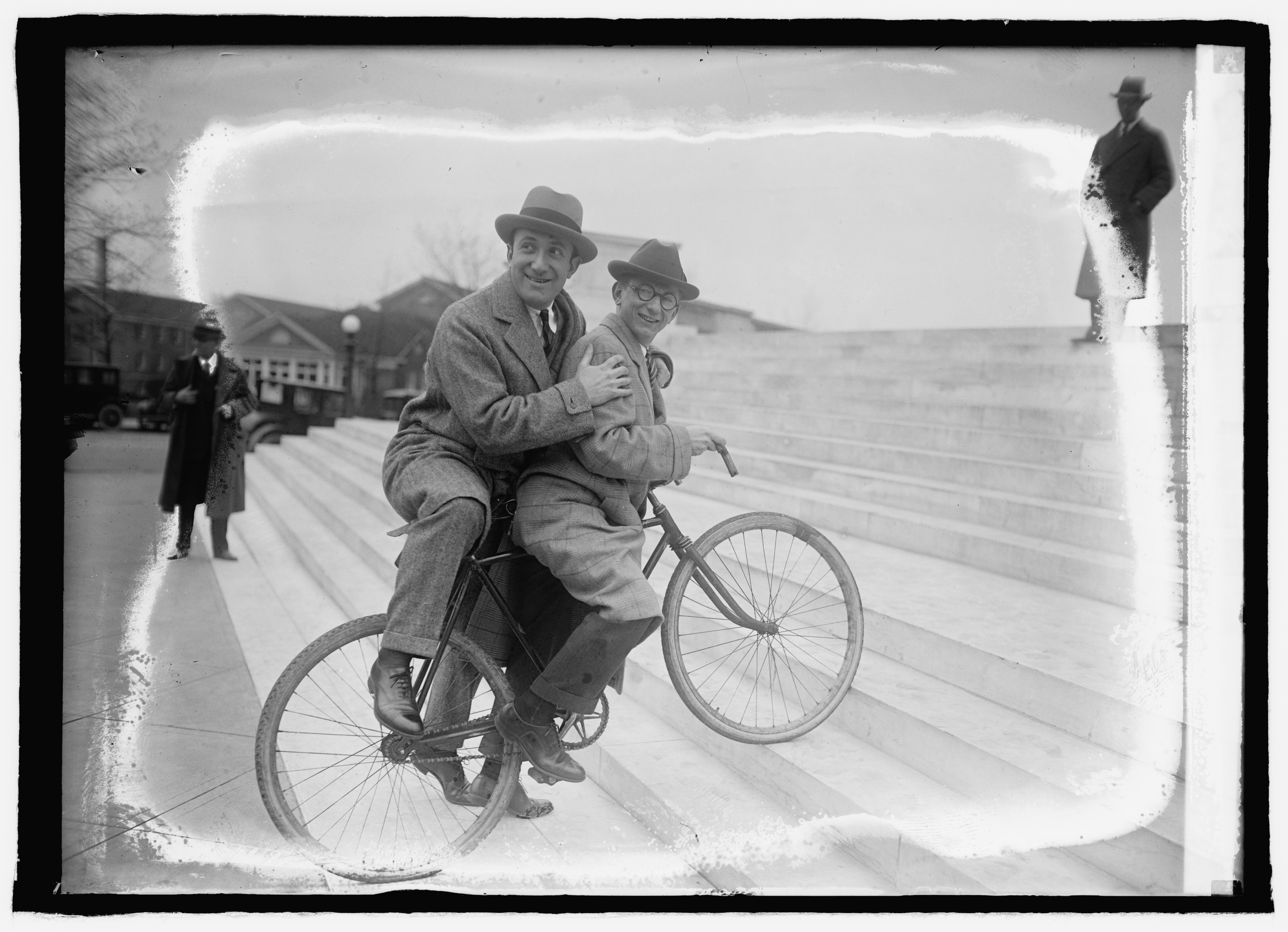
Con Conrad & Irving Caesar (1924)

Con Conrad, eigentlich Conrad K. Dober, (* 18. Juni 1891 in New York City; † 28. September 1938 in Van Nuys) war ein US-amerikanischer Komponist und Musikproduzent.

## Biographie
1912 kam Dobers erster Song, Down in Dear Old New Orleans, heraus. 1913 produzierte er die Broadway-Show The Honeymoon Express, wo u. a. Al Jolson mitwirkte. Ab 1918 arbeitete er gemeinsam mit dem Songwriter Henry Waterson. 1920 hatte er seinen ersten Erfolge mit den Songs Margie und Palesteena. Es folgten bekannte Nummern, wie Ma, He’s Making Eyes at Me, You’ve Got to See Mama Ev’ry Night, Memory Lane, Lonesome and Sorry und Come on Spark Plug.
Ab 1923 konzentrierte er sich auf die Bühne und schrieb die Musik für Broadway-Shows, wie The Greenwich Follies, Moonlight, Betty Lee, Kitty’s Kisses und Americana. Nachdem er in zahlreichen wenig erfolgreichen Shows sein Geld verloren hatte, ging er 1929 nach Hollywood. Dort arbeitete er in Filmen mit, wie Fox Movietone Follies, Palmy Days, Tanz mit mir! und Here’s to Romance.
1934 erhielt er gemeinsam mit seinem Liedkomponisten Herb Magidson den ersten Academy Award für den besten Song für The Continental. 1970 wurde Conrad posthum in die Songwriters Hall of Fame aufgenommen.